# 1156
سنة 1156 كانت سنة كبيسة تبدأ يوم الأحد (الرابط يظهر نموذج التقويم الكامل للسنة) من التقويم اليولياني.

## مواليد
- كشلو خان
- كمال الدين بن يونس نابغة في الحساب، رياضياتي، كيميائي، فلكي

## وفيات
- علاء الدين أتسز